# اللادينية في سريلانكا

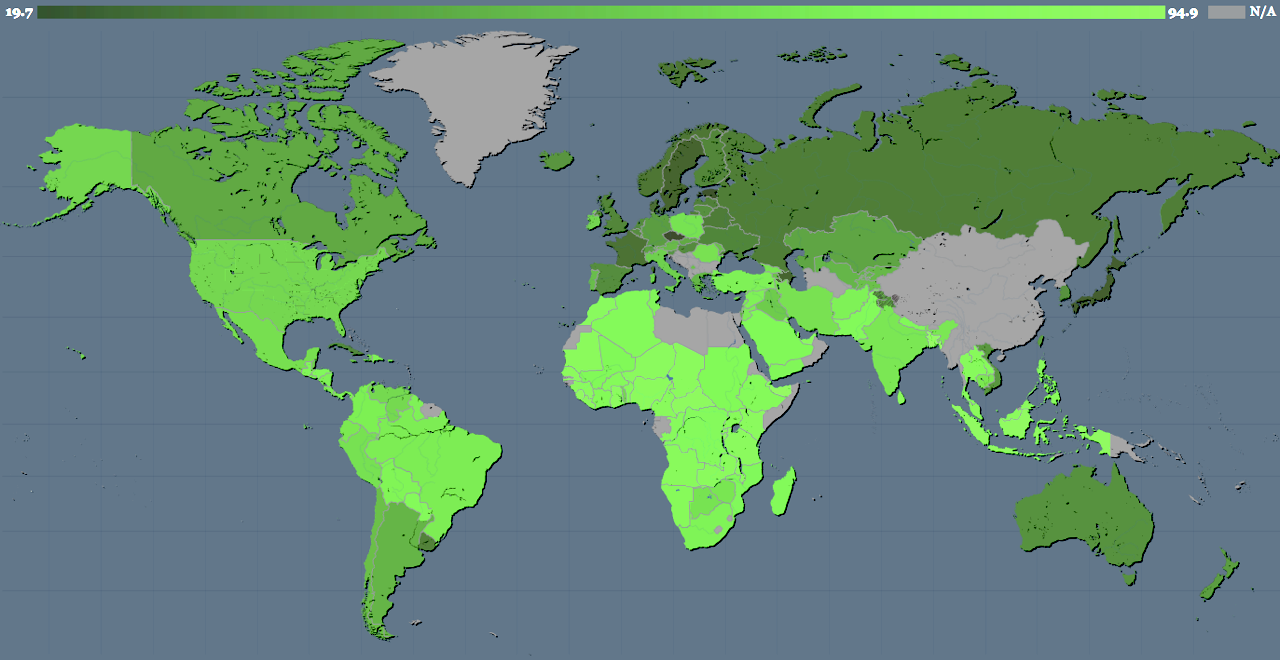
مؤشر غالوب للتدين 2009 - سريلانكا هي واحدة من أكثر البلدان الدينية في العالم.

قد تُشير اللادينية في سريلانكا إلى الإلحاد أو اللاأدرية أو الربوبية أو التشكيك الديني أو الإنسانية العلمانية أو المواقف العلمانية بصفة عامة في سريلانكا. ولا يوفر التعداد الوطني السريلانكي أية معلومات عدد اللادينية في البلاد.
وبحسب استطلاع أجرته مؤسسة غالوب عام 2008 وجدت أن 99 ٪ من السريلانكيين يعتبرون الدين جانباً هاماً من حياتهم اليومية. وكانت الدول القليلة التي سجلت نسبة أعلى من سريلانكا من حيث التدين هي النيجر وبنغلاديش وإندونيسيا.

## ملحدون ولاأدريون سريلانكيون
- آرثر سي كلارك[2] - كاتب خيال علمي.